# Ponda
Ponda este un oraș în India.